# Inégalité d'Erdős–Turán
En mathématiques, l'inégalité d'Erdős-Turán majore la distance entre une mesure de probabilité sur le cercle et la mesure de Lebesgue, en termes de coefficients de Fourier. Elle fut prouvée par Paul Erdős et Pál Turán en 1948,.
Soit μ une mesure de probabilité sur le cercle unité R/Z. L'inégalité d'Erdős-Turán énonce que, pour tout nombre naturel n,
{\displaystyle \sup _{A}\left|\mu (A)-\lambda (A)\right|\leq C\left({\frac {1}{n}}+\sum _{k=1}^{n}{\frac {|{\hat {\mu }}(k)|}{k}}\right),}
où le supremum porte sur l'ensemble des arcs A ⊂ R/Z du cercle unité, λ représente la mesure de Lebesgue,
{\displaystyle {\hat {\mu }}(k)=\int \exp(2\pi ik\theta )\,d\mu (\theta )}
sont les coefficients de Fourier de μ, et C > 0 est une constante numérique.

## Application à la divergence
Soit s1, s2, s3... ∈ R une suite. L'inégalité d'Erdős-Turán appliquée à la mesure
{\displaystyle \mu _{m}(S)={\frac {1}{m}}\#\{1\leq j\leq m\,|\,s_{j}\,\mathrm {mod} \,1\in S\},\quad S\subset [0,1),}
donne la borne suivante pour la discrépence :
{\displaystyle {\begin{aligned}D(m)&\left(=\sup _{0\leq a\leq b\leq 1}{\Big |}m^{-1}\#\{1\leq j\leq m\,|\,a\leq s_{j}\,\mathrm {mod} \,1\leq b\}-(b-a){\Big |}\right)\\[8pt]&\leq C\left({\frac {1}{n}}+{\frac {1}{m}}\sum _{k=1}^{n}{\frac {1}{k}}\left|\sum _{j=1}^{m}e^{2\pi is_{j}k}\right|\right).\end{aligned}}\qquad (1)}
Cette inégalité vaut pour des entiers naturels arbitraires m,n, et donne une forme quantitative du critère de Weyl pour l'équidistribution.
Une variante multidimensionnelle de (1) est connue sous le nom d'inégalité d'Erdős–Turán–Koksma.